# 東洋経済日報
『東洋経済日報』（とうようけいざいにっぽう）は、在日韓国人によって創刊され、韓国経済や日韓問題、在日韓国人の生活などについて報じている日本の新聞社である。本社を東京、支社をソウル、大阪、名古屋に置いている。

## 概要
日本で発行される新聞としては唯一の韓国経済専門紙として、韓国や北朝鮮の経済・社会・文化・スポーツなどのニュースのほか、在日韓国人社会の動向などを日本語で報道している。
韓国経済の現状や動きについて解説や論評を加え、専門家が背景分析。韓国主要企業特集や日韓間の経済交流、話題のニュースなどをテーマとした臨時増刊号も随時発刊している。他に、韓国のエンタメや文化、観光情報を載せたタブロイド版情報紙『タリ』、韓国語による産業特集や訪日韓国人観光客向けの日本観光特集を随時発刊している。毎週金曜日に発刊。ブランケット判。年間購読料15,600円。

## 沿革
1946年（昭和21年）4月、在日韓国人による会員制の日刊紙として神戸で創刊された。創刊の目的は在日韓国人社会の生活・文化の向上、及び経済・文化・スポーツなどの交流拡大などであった。
その後、大阪支社、名古屋支社を順次開設し、1960年（昭和35年）に東京に進出。同年に釜山総局およびソウルの韓国支社を開設した。1965年（昭和40年）の日韓国交正常化前に韓国に支社や支局を開設したのは、日本の報道機関として『東洋経済日報』が最初であった。
現在は、ソウルのプレスセンタービル内に韓国支社を設置、東京を本社としている。
2025年1月17日付で休刊となった。